# 16777 Bosma
16777 Bosma este o planetă minoră (asteroid), cu un diametru de 8,918 km, din centura de asteroizi. A fost descoperită pe 13 noiembrie 1996 la Observatorul Național Kitt Peak de Spacewatch și a fost numită după Albert Bosma⁠(d). 
Obiectul prezintă o orbită caracterizată de o semiaxă mare de 3,0518798 UAi, o excentricitate de 0,18, o înclinație de 1,59554 ° în raport cu ecliptica.